# جاك كورتيس (سياسي)
جاك كورتيس (بالإنجليزية: Jack Curtis)‏ هو سياسي أمريكي، ولد في 25 مارس 1912 في هارتفيل في الولايات المتحدة، وتوفي في 20 أبريل 2002. حزبياً، نشط في الحزب الجمهوري. وقد انتخب عضو مجلس ولاية ميزوري.